# Veronique Coubard
Veronique Coubard (* 1995 in Hamburg) ist eine deutsche Bühnen- und Fernsehschauspielerin.

## Leben
Coubard studierte von 2016 bis 2020 Schauspiel an der Hochschule für Musik, Theater und Medien Hannover.  Anschließend war sie bis zur Spielzeit 2022/23 festes Ensemblemitglied am Oldenburgischen Staatstheater. In der Spielzeit 2023/24 war sie dort als Gastschauspielerin zu sehen, u. a. in Die Reise der Verlorenen von Daniel Kehlmann.
Ihr Langfilmdebüt hatte Coubard 2019 in dem Familiendrama Malak. In der ZDF-Krimireihe Friesland spielt sie seit 2023 (Folge 17) die IT-Spezialistin Kim Erveling.
Coubard ist außerdem als Sängerin und Komponistin des Hamburger Duos Skunique tätig.

## Werke (Auswahl)

### Theater
- 2023:
  - Die Reise der Verlorenen (Oldenburgisches Staatstheater)
  - MYTHOMANIA (Oldenburgisches Staatstheater)
- 2022:
  - Technical Ballroom: 14 Tage Krieg (Oldenburgisches Staatstheater; Solostück)
  - Wahres oder Rares – Melodien ohne Moneten (Oldenburgisches Staatstheater)[5]
- 2021: Die Laborantin (Oldenburgisches Staatstheater)
- 2020: Unter hohem Himmel - Parzival (Oldenburgisches Staatstheater)
- 2019: Ellbogen (Junges Staatstheater Oldenburg)
- 2018: Tavuka – we are tired (KinderTheaterHaus Hannover)
- 2009 bis 2016: Performancegruppe „Reset“ am Thalia Theater Hamburg

### Film und Fernsehen
- 2015: Sibel & Max (Fernsehserie, 1 Folge)[4]
- 2019: Malak (Spielfilm)
- Seit 2023: Friesland (Fernsehfilmreihe)
  - 2023: Artenvielfalt
  - 2023: Landfluchten
  - 2023: Feuerteufel
  - 2024: Sterneduell
  - 2024: Sturmmöwen
  - 2025:  Abdrift
- 2024: Die Sendung mit der Maus (Kurzfilm „König und König“)[veraltet]